# مطار أنغانغ وليبو
مطار أنغانغ وليبو (بالصينية: 安康五里铺机场)(إياتا: AKA، إيكاو: ZLAK) مطار سابق يقع بمدينة آنكانغ في شنشي في الصين. يبلغ طول المدرج 1600 م ويرتفع عن سطح البحر 262 م. كان يقع في بلدة ويلي في مقاطعة هنبين، على بعد 9 كيلومترات (5.6 ميل) من وسط المدينة. حل محله مطار أنغانغ فوكيانغ عند افتتاحه في 25 سبتمبر 2020.

## وصلات خارجية
- http://www.flightstats.com/go/Airport/airportDetails.do?airportCode=AKA